# 마에다군
마에다군(일본어: 前田君), 마에다 코사쿠는 일본의 만화가 어시스턴트이자, 성우, 가수이다.  
가고시마현 출신으로, 후쿠오카 단기 대학을 졸업했다. 세구치 타카히로의 어시스턴트로 활동하다. 키쿠노스케의 여자수업이 끝난 후, 현재 쿠메타 코지의 어시스턴트로 일하고 있다.
2010년 12월 24일 일반인 여성과 결혼했다.

## 참여 작품 목록
- 키쿠노스케의 여자수업
- 제멋대로 카이조 (1998년 ~ 2004년)
- 하야테처럼!
- 안녕, 절망선생 (2005년 ~ 현재)

### 출연 작품 목록
만화
- 하야테처럼!
- 제멋대로 카이조
- 안녕, 절망선생

애니메이션
- 안녕, 절망선생

라디오
- 안녕, 절망방송 67회 게스트 출연.

음악
- 절망가요대전집(絶望歌謡大全集)